# Communisme (revue)
Pour les articles homonymes, voir Communisme (homonymie).
Communisme est une revue historique fondée en 1982 par Annie Kriegel et Stéphane Courtois. Elle s'est donné pour objectif d'analyser scientifiquement l'histoire du communisme.

## Parcours

### Description de la revue
Cette publication semestrielle, résolument pluridisciplinaire, regroupe des spécialistes de génération différente et ouvre volontiers ses pages à de jeunes chercheurs : Nicolas Werth, Marc Lazar, Philippe Buton, Michel Hastings, Karel Bartosek, Denis Peschanski…
Les travaux publiés portent à la fois sur les dimensions téléologique (le côté politique et doctrinal) et sociétale (rapports avec la société, implantations sociales) du communisme.

### Évolution de la revue
L'accès aux archives du Komintern, à la suite de l'effondrement des régimes communistes des pays de l'Est, a été interprété par Stéphane Courtois comme annonçant la naissance d'une véritable histoire du communisme. Cette démarche a été critiquée comme « visant à justifier le retour à l'histoire-complot, l'engouement plus que suspect pour les « affaires », l'explicite volonté d'instrumentaliser politiquement l'histoire du communisme en tentant de se présenter comme le seul détenteur de la vérité du communisme ».

### Départs
Dès 1993, une partie importante du comité de rédaction de la revue Communisme s'éloigne pour manifester son désaccord avec cette évolution. De nombreux remous ont effectivement agité l'équipe de rédaction de la revue, notamment à propos de l'affaire Jean Moulin (accusé d'avoir été un agent soviétique) et de la publication du Livre noir du communisme (sous la direction de Courtois, qui place dans sa préface le nazisme et le communisme sur le même plan), entraînant des démissions au sein du comité de rédaction, dont celles de Karel Bartosek et de Nicolas Werth.
L'historien Denis Peschanski, qui comptait parmi les premiers collaborateurs de la revue « animés par une volonté de faire du communisme un objet scientifique », l'a quittée car il ne se sentait plus en accord avec la ligne éditoriale. Il explique que « la dislocation de l'équipe a commencé quand est apparu un renouveau de l'histoire policière du PCF et une dérive du scoop ».
Depuis 2013, la revue Communisme est devenue un ouvrage annuel publié aux Éditions Vendémiaire.